# (10832) Hazamashigetomi
(10832) Hazamashigetomi est un astéroïde de la ceinture principale.

## Description
(10832) Hazamashigetomi est un astéroïde de la ceinture principale. Il fut découvert le 15 novembre 1993 à Ōizumi par Takao Kobayashi. Il présente une orbite caractérisée par un demi-grand axe de 2,31 UA, une excentricité de 0,17 et une inclinaison de 2,8° par rapport à l'écliptique.

## Compléments